# Trappistinnenabtei Redwoods
Die Trappistinnenabtei Redwoods ist seit 1962 ein US-amerikanisches Kloster in  Whitethorn, Humboldt County (Kalifornien), Bistum Santa Rosa in California.

## Geschichte
Die belgische Trappistinnenabtei Nazareth gründete 1962 im Norden von Kalifornien in der Waldeinsamkeit der Lost Coast (40 Autominuten von Garberville) das Kloster Our Lady of the Redwoods Abbey, das 1964 zur Abtei erhoben wurde. Die Gründungsgruppe unter Oberin Myriam Dardenne (1920–2002) wurde finanziell unterstützt von der Trappistenabtei Westmalle, sowie tatkräftig von der kalifornischen Trappistenabtei Abbey of New Clairvaux. Ihr geistlicher Betreuer war der Trappist und Autor Roger De Ganck (1908–2000).
Oberinnen und Äbtissinnen:
- Myriam Dardenne (1962–1989)
- Diane Foster (1990–1995)
- Rosemary Durcan (1995–1998)
- Kathy de Vico (1998–)